# Вулиці Рівного
Це список урбанонімів міста Рівне, що базується на відповіді Рівненської міської ради на інформаційний запит щодо повного переліку вулиць Рівного. Крім того, перелік включає інформацію, опубліковану в офіційному покажчику літератури «Наші вулиці вам розкажуть», виданому у 2014 році Управлінням культури та туризму Рівненського міськвиконкому, Центральною бібліотечною системою міста Рівне та Центральною міською бібліотекою ім. В. Г. Короленка, та в інших джерелах. Список містить вичерпний перелік вулиць, провулків та інших топонімічних об'єктів міста.
У 2022 році після початку Російського вторгнення в Україну  відбулося перейменування вулиць. На честь кого перейменували вулиці - у статті Є потреба пояснити: на честь кого перейменували пів сотні вулиць у Рівному

## #
| Сучасна назва | Тип    | Колишні назви                                                        |
| ------------- | ------ | -------------------------------------------------------------------- |
| 16 Липня      | вулиця | Директорська, Юзефа Галлера, Леніна, Кенінгсбергштрасе, Комуністична |
| 24 серпня     | вулиця | Ігнація Скорупки, Німецької армії, Чапаєва, Хрущова                  |

## А
| Сучасна назва         | Тип    | Колишні назви |
| --------------------- | ------ | ------------- |
| Авіаторів             | вулиця |               |
| Василя Авраменка      | вулиця | Айвазовського |
| Бориса Андрєєва       | вулиця | Проектна-16   |
| Володимира Антоновича | вулиця | Серпнева      |
| Артилерійська         | вулиця |               |
| Георгія Арутюняна     | вулиця | Можайського   |

## Б
| Сучасна назва           | Тип      | Колишні назви                                                                              |
| ----------------------- | -------- | ------------------------------------------------------------------------------------------ |
| Дмитра Багалія          | вулиця   | Проектна-17, Проектна-18, Проектна-19, Проектна-20, Проектна-21, Проектна-22, Проектна-23, |
| Івана Багряного         | вулиця   |                                                                                            |
| Базарна                 | вулиця   | Гандльова, Торгова, Жовтнева                                                               |
| Мойсея Базіна           | вулиця   | Панфіловців                                                                                |
| Байди-Вишневецького     | вулиця   | Ростовська                                                                                 |
| Степана Бандери         | вулиця   | Орлич-Дрешера,Московська                                                                   |
| Барвиста                | вулиця   | пров. Приозерний-1                                                                         |
| Басівкутська            | вулиця   |                                                                                            |
| Генерала Безручка       | проспект | Ворошилова, Текстильників, Олека Дундича                                                   |
| Берегова                | вулиця   | Берегова                                                                                   |
| Максима Березовського   | вулиця   | Радищева                                                                                   |
| Якова Бичківського      | вулиця   | Американська, Сенкевича, Ярослава Мудрого, Маяковського                                    |
| Біла                    | вулиця   | Будьонова                                                                                  |
| Миколи Біляшевського    | вулиця   |                                                                                            |
| Бічна                   | вулиця   | Куйбишева                                                                                  |
| Благовіщенська          | вулиця   |                                                                                            |
| Олександра Богачука     | вулиця   |                                                                                            |
| Боголюбова              | вулиця   | Проектна (без номера)                                                                      |
| Богоявленська           | вулиця   | Черняка                                                                                    |
| Івана Богуна            | вулиця   |                                                                                            |
| Сергія Боженова         | вулиця   |                                                                                            |
| Митрополита Борецького  | вулиця   | Тургенєва                                                                                  |
| Олександра Борисенка    | вулиця   | Короленка                                                                                  |
| Євгена Борового         | вулиця   |                                                                                            |
| Дівоча                  | вулиця   |                                                                                            |
| Ботанічна               | вулиця   |                                                                                            |
| Боярка                  | вулиця   |                                                                                            |
| Боярка                  | провулок |                                                                                            |
| Бригадна                | вулиця   |                                                                                            |
| Бригадний               | провулок |                                                                                            |
| Теодозії Бриж           | вулиця   | Ванди Василевської                                                                         |
| Анни Валентович         | вулиця   | Брюлова                                                                                    |
| Будівельників           | вулиця   |                                                                                            |
| Бузкова                 | вулиця   |                                                                                            |
| Буковинська             | вулиця   | Будьоного                                                                                  |
| Тараса Бульби-Боровця   | вулиця   | Зорге                                                                                      |
| Архітектора Бургіньйона | вулиця   | Жуковського                                                                                |
| Бурштинова              | вулиця   |                                                                                            |
| Гурія Бухала            | вулиця   | 6-та Гвардійська                                                                           |

## В
| Сучасна назва         | Тип      | Колишні назви                             |
| --------------------- | -------- | ----------------------------------------- |
| Анни Валентинович     | вулиця   | Брюллова                                  |
| Олександра Васильєва  | вулиця   | Іванова                                   |
| Степана Васильченка   | вулиця   | Нахімова                                  |
| Степана Васильченка   | провулок | Нахімова                                  |
| Веделя                | вулиця   | Енгельса                                  |
| Михайла Вербицького   | вулиця   | Южная                                     |
| Вербова               | вулиця   | Ватутіна                                  |
| Миколи Веремчука      | вулиця   |                                           |
| Остапа Вересая        | вулиця   | Л. Глібова, Охотського                    |
| Остапа Вересая        | провулок | Л. Глібова, Охотського                    |
| Вертепна              | вулиця   |                                           |
| Весняна               | вулиця   |                                           |
| Весняний              | провулок |                                           |
| Гетьмана Виговського  | вулиця   | Крижановського                            |
| Видумка               | вулиця   | Жеромського, Заньковецької, Київська      |
| Володимира Винниченка | вулиця   | Бакинських комісарів                      |
| Висока                | вулиця   |                                           |
| Вишиванка             | вулиця   | Колгоспна, Орлова                         |
| Вишнева               | вулиця   | Вишенського, Білякова                     |
| Вишнева               | вулиця   |                                           |
| Остапа Вишні          | вулиця   |                                           |
| Відінська             | вулиця   |                                           |
| Відрадна              | вулиця   | Без назви                                 |
| Вінницька             | вулиця   |                                           |
| Вінницький            | провулок |                                           |
| Вітебський            | провулок |                                           |
| Марка Вовчка          | вулиця   | Белінського                               |
| Вознесенська          | вулиця   |                                           |
| Волинська             | вулиця   |                                           |
| Волинської дивізії    | вулиця   | Червоноармійська                          |
| Князя Володимира      | вулиця   | Млинівська, Москаленка                    |
| Волонтерська          | вулиця   | Грунтова, Тувинських добровольців         |
| Ігоря Волошина        | провулок | (Дика, Ватутіна, Гайдара) + пров. Гайдара |
| Ростислава Волошина   | вулиця   |                                           |
| Волошкова             | вулиця   |                                           |
| Воля                  | вулиця   | Пекарська, Лісовської                     |
| Миколи Вороного       | вулиця   | Саратовська                               |
| Вротновських          | вулиця   | Макаренка                                 |

## Г
| Сучасна назва           | Тип      | Колишні назви                            |
| ----------------------- | -------- | ---------------------------------------- |
| Василя Червонія         | вулиця   | Житинська, Гагаріна                      |
| Гайдамацька             | вулиця   | Марфи Струтинської                       |
| Гайова                  | вулиця   |                                          |
| Гайовий                 | провулок |                                          |
| Данила Галицького       | вулиця   | Новоросійська                            |
| Княжни Гальшки          | вулиця   | Осипова                                  |
| Гарна                   | вулиця   |                                          |
| Ярослава Гашека         | вулиця   |                                          |
| Героїв Берестечка       | вулиця   |                                          |
| Героїв Гурб             | вулиця   | Нарутовича, Декабристів                  |
| Героїв Крут             | вулиця   | Проектна-9                               |
| Героїв Поліції          | вулиця   | В’язнична, Дубецького, Шкільна, Пушкіна  |
| Героїв УПА              | вулиця   | Обозова, Герцена                         |
| Гімназійна              | вулиця   | Цвинтарна, І. Франка, Ковалевської       |
| Глибока                 | вулиця   |                                          |
| Гоголя                  | вулиця   | Костельний пров., Будкевича, Юра         |
| Миколи Годуна           | вулиця   | Генерала Червонія                        |
| Голубина                | вулиця   | Єрмака                                   |
| Івана Гонти             | вулиця   | Суворова                                 |
| Григорія Горбачевського | вулиця   |                                          |
| Юрія Горліса-Горського  | вулиця   | Проектна- 6                              |
| Городня                 | вулиця   | Огордня                                  |
| Антоніни Горохович      | вулиця   | Проектна-1                               |
| Гостинна                | вулиця   | пров. Приозерний-2                       |
| Гофмана                 | вулиця   | Серпнева                                 |
| Грабник                 | вулиця   | Костельна, Фрунзе                        |
| Гранична                | вулиця   |                                          |
| Граничний               | провулок |                                          |
| Гребельна               | вулиця   | Драча (за р. Устею)                      |
| Гребінки Євгена         | вулиця   | Чарнецького, Міхновського, Дзержинського |
| Петра Григоренка        | вулиця   | Проектна-24                              |
| Анатолія Грицая         | вулиця   | Чехова                                   |
| Ґрунтова                | вулиця   |                                          |
| Академіка Грушевського  | вулиця   | Ніколаєва                                |
| Любомира Гузара         | вулиця   | Коста Хетагурова, Гур'єва                |

## Д
| Сучасна назва                | Тип      | Колишні назви                              |
| ---------------------------- | -------- | ------------------------------------------ |
| Дарвіна                      | вулиця   |                                            |
| Дачна                        | вулиця   |                                            |
| Дворецька                    | вулиця   | Димитрова                                  |
| Дворецька, 1-й проїзд        | вулиця   |                                            |
| Дворецька, 2-й проїзд        | вулиця   |                                            |
| Дворецький                   | провулок | Димитрова                                  |
| Академіка Степана Дем’янчука | вулиця   |                                            |
| Дерманська                   | вулиця   |                                            |
| Джерельна                    | вулиця   |                                            |
| Директорії                   | вулиця   | Плеханова                                  |
| Дівоча                       | вулиця   | Дівоча, Стаханова, Бородіна                |
| Дніпровська                  | вулиця   | Кошикова                                   |
| Добра                        | вулиця   |                                            |
| Анатоля Довгопільського      | вулиця   | Станіславського                            |
| Олександра Довженка          | вулиця   |                                            |
| Дорогобузька                 | вулиця   |                                            |
| Дорожний                     | провулок |                                            |
| Петра Дорошенка              | вулиця   | Томарівська, Легіонів, Горького            |
| Досвітня                     | вулиця   |                                            |
| Йосипа Драганчука            | вулиця   | Тракторна                                  |
| Михайла Драгоманова          | вулиця   | Сенаторська, Бандурського, Калініна        |
| Драй-Хмари                   | вулиця   | Піша, Пожарського                          |
| Древлянська                  | вулиця   | Дольна, Сергія Лазо                        |
| Дрогобицька                  | вулиця   |                                            |
| Дружби                       | вулиця   |                                            |
| Дубенська                    | вулиця   | Виспянського, Ворошилова, Паризької Комуни |
| Дубенський                   | провулок | Ворошилова, Паризької Комуни               |
| Джохара Дудаєва              | вулиця   | Пржевальського                             |
| Олега Дудєя                  | вулиця   | Гандльова (пол.), Торгова, Чернишова       |
| Дулібська                    | вулиця   | Гастелло                                   |
| Дунайська                    | вулиця   |                                            |

## Е
| Сучасна назва | Тип    | Колишні назви |
| ------------- | ------ | ------------- |
| Енергетиків   | вулиця |               |

## Є
| Сучасна назва   | Тип    | Колишні назви |
| --------------- | ------ | ------------- |
| Єдності         | вулиця | Чебишева      |
| Сергія Єфремова | вулиця |               |

## Ж
| Сучасна назва    | Тип    | Колишні назви    |
| ---------------- | ------ | ---------------- |
| Житомирська      | вулиця | Спокійна         |
| П'єра Жоліо-Кюрі | вулиця | Больнична        |
| Журавлина        | вулиця | пров. Приозерний |

## З
| Сучасна назва        | Тип      | Колишні назви     |
| -------------------- | -------- | ----------------- |
| Загородня            | вулиця   |                   |
| Залізнична           | вулиця   |                   |
| Залізняка            | вулиця   | Корчагіна         |
| Замкова              | вулиця   | Бургштрассе       |
| Заньковецької        | вулиця   |                   |
| Запорізька           | вулиця   |                   |
| Зарічна              | вулиця   |                   |
| Зарічний             | провулок |                   |
| Затишна              | вулиця   | Комсомолу України |
| Захисників Маріуполя | вулиця   | Костромська       |
| Захисників України   | вулиця   |                   |
| Згоди                | вулиця   | Згода,Валі Котика |
| Здолбунівська        | вулиця   |                   |
| Злагоди              | майдан   | площа Воз'єднання |
| Зелена               | вулиця   | пров. Дачний      |
| Миколи Зерова        | вулиця   | Сєвєрная          |
| Петра Зінченка       | вулиця   | Єсеніна           |
| Золотіївська         | вулиця   |                   |
| Зоряна               | вулиця   |                   |

## І
| Сучасна назва      | Тип    | Колишні назви |
| ------------------ | ------ | ------------- |
| Володимира Івасюка | вулиця | Кошового      |
| Ізмаїльська        | вулиця |               |

## Ї
| Сучасна назва   | Тип    | Колишні назви |
| --------------- | ------ | ------------- |
| Івана Їжакевича | вулиця | Ангарська     |

## К
| Сучасна назва           | Тип      | Колишні назви                      |
| ----------------------- | -------- | ---------------------------------- |
| Кавказька               | вулиця   | Тольятті                           |
| Кавказький              | провулок |                                    |
| Казимира Любомирського  | вулиця   | Казимира Любомирського, Лермонтова |
| Калинова                | вулиця   | Гайова-4                           |
| Кастуся Калиновського   | вулиця   | Смоляна, Вітебська                 |
| Калнишевського          | вулиця   | Сарайна, Миловарна, Боженка        |
| Кам'янець-Подільська    | вулиця   |                                    |
| Кармелюка               | вулиця   |                                    |
| Миколи Карнаухова       | вулиця   | Мірющенка                          |
| Карпенка-Карого         | вулиця   |                                    |
| Олександра Карпинського | вулиця   | 40 років КПУ                       |
| Каховська               | вулиця   |                                    |
| Бориса Квашенка         | вулиця   |                                    |
| Квітки-Основ’яненка     | вулиця   | Котляревського, Воровського        |
| Квітуча                 | вулиця   | Гайова-2                           |
| Неофіта Кибалюка        | вулиця   |                                    |
| Київська                | вулиця   | К. Лібкнехта                       |
| Кленова                 | вулиця   |                                    |
| Григорія Клешканя       | вулиця   | Зелена                             |
| Клубна                  | вулиця   |                                    |
| Клубний                 | провулок |                                    |
| Княгиницького           | вулиця   | Космодем'янської                   |
| Кобзарська              | вулиця   | Бармацька, Пухова                  |
| Ольги Кобилянської      | вулиця   |                                    |
| Ковельська              | вулиця   | Драконяча                          |
| Козацька                | вулиця   | Котовського                        |
| Тараса Козлишина        | вулиця   | Вороняча, Жукова                   |
| Комарова                | вулиця   |                                    |
| Олександра Кондратьєва  | вулиця   | Проектна-7                         |
| Євгена Коновальця       | вулиця   | Юрьєва                             |
| Хариті Кононенко        | вулиця   | Гвардійська                        |
| Конотопської битви      | вулиця   | Джона Ріда                         |
| Кооперативна            | вулиця   |                                    |
| Коперніка               | вулиця   | Новаковська                        |
| Корнинська              | вулиця   |                                    |
| Корнинський             | провулок |                                    |
| Корольова               | вулиця   |                                    |
| Коротка                 | вулиця   |                                    |
| Корсунська              | вулиця   |                                    |
| Георгія Косміаді        | вулиця   |                                    |
| Миколи Костомарова      | вулиця   |                                    |
| Косцюшка                | вулиця   |                                    |
| Котляревського          | вулиця   | Монопольна, Зюдрінг, Громова       |
| Коцюбинського           | вулиця   | Казармена, Кошарова                |
| Віктора Красильникова   | вулиця   |                                    |
| Крейдяна                | вулиця   |                                    |
| Кременецька             | вулиця   |                                    |
| Кривоноса               | вулиця   | Тополева                           |
| Академіка Кримського    | вулиця   |                                    |
| Марка Кропивницького    | вулиця   |                                    |
| Крутогірська            | вулиця   |                                    |
| Соломії Крушельницької  | вулиця   | Л. Чайкіної                        |
| Кулика і Гудачека       | вулиця   | Макарова                           |
| Пантелеймона Куліша     | вулиця   |                                    |
| Родини Кульчинських     | вулиця   |                                    |
| Курганська              | вулиця   |                                    |
| Володимира Стельмаха    | вулиця   | Курчатова                          |

## Л
| Сучасна назва          | Тип    | Колишні назви                          |
| ---------------------- | ------ | -------------------------------------- |
| Анатолія Лабунського   | вулиця |                                        |
| Андрія Лайка           | вулиця | Руднєва                                |
| Леонтовича             | вулиця | Луначарського                          |
| Лєскова                | вулиця |                                        |
| В'ячеслава Липинського | вулиця |                                        |
| Академіка Липського    | вулиця |                                        |
| Лисенка                | вулиця |                                        |
| Костянтина Литвина     | вулиця |                                        |
| Литовська              | вулиця | Кутузовська, Крутянська                |
| Лікарняна              | вулиця | К. Цеткін                              |
| Літня                  | вулиця | 30 років Перемоги                      |
| Лірницька              | вулиця | Блока                                  |
| Лозова                 | вулиця | пров. Корнинський (перше відгалуження) |
| Джека Лондона          | вулиця |                                        |
| Лугова                 | вулиця |                                        |
| Луцька                 | вулиця |                                        |
| Львівська              | вулиця | Спільна                                |
| Льонокомбінатівська    | вулиця |                                        |
| Люблінська             | вулиця | Решетнікова                            |
| Оксани Лятуринської    | вулиця | Проектна-4                             |

## М
| Сучасна назва           | Тип      | Колишні назви                                    |
| ----------------------- | -------- | ------------------------------------------------ |
| Магдебурзького права    | майдан   | Кузнєцова                                        |
| Гетьмана Мазепи         | вулиця   | Німецька, Бородінська, Французька, Комсомольська |
| Маланюка                | вулиця   | Проектна-3                                       |
| Малий Узвіз             | вулиця   | Орджонікідзе                                     |
| Малинова                | вулиця   | Тімірязєвська                                    |
| Академіка Малиновського | вулиця   | Проектна                                         |
| Малорівненська          | вулиця   |                                                  |
| Медична                 | вулиця   | Механізаторів                                    |
| Межова                  | вулиця   | Каспровича                                       |
| Андрія Мельника         | вулиця   | Якіра                                            |
| Мила                    | вулиця   |                                                  |
| Панаса Мирного          | вулиця   | Утіха                                            |
| Миру                    | проспект |                                                  |
| родини Мисечків         | вулиця   | Несторова                                        |
| Мисливська              | вулиця   |                                                  |
| Діонісія Міклера        | вулиця   | Піша, Добролюбова                                |
| Миколи Міхновського     | вулиця   | Грабова, Рокосовського, Ціолковського            |
| Міцкевича               | вулиця   | Бармацька, Т. Шевченка                           |
| Млинарська              | вулиця   | Б. Хмельницького                                 |
| Млинівська              | вулиця   | Москаленка                                       |
| Млинівський             | провулок |                                                  |
| Петра Могили            | вулиця   | Коновальця, 1 травня, Ягелонська                 |
| Молодіжна               | вулиця   |                                                  |
| Володимира Мономаха     | вулиця   | Моріса Тореза                                    |
| Морозенка               | вулиця   | Пугачова                                         |
| Ярослава Мудрого        | вулиця   |                                                  |
| Музики                  | майдан   |                                                  |
| Мукачівська             | вулиця   |                                                  |

## Н
| Сучасна назва        | Тип      | Колишні назви                                    |
| -------------------- | -------- | ------------------------------------------------ |
| Набережна            | вулиця   | Прибережна                                       |
| Надвірна             | вулиця   | пров. Приозерний                                 |
| Северина Наливайка   | вулиця   |                                                  |
| Небесної Сотні       | вулиця   | Колєйова, Кагановича, Вокзальна, Кіквідзе        |
| Назара Небожинського | вулиця   | Павлюченка                                       |
| Миколи Негребецького | вулиця   | Кінцева, Чернишевського                          |
| Миколи Негребецького | провулок | вул. Кінцева, пров. Чернишевського               |
| Незалежності         | бульвар  | Жовтневий                                        |
| Незалежності         | майдан   | пл. Леніна                                       |
| Андрія Нечипорука    | вулиця   | Селянка, Некрасова                               |
| Некрасова            | провулок |                                                  |
| Марії Несвицької     | вулиця   | П. Морозова                                      |
| Нескорених           | вулиця   | Проектна (без номера)                            |
| Петра Нестерова      | вулиця   |                                                  |
| Нечая                | вулиця   | Промінь-2, Окопова                               |
| Антона Нивинського   | вулиця   | Паші Ангеліної                                   |
| Нижньодворецька      | вулиця   | Дворецька (відгалуження в бік цегельного заводу) |
| Низова               | вулиця   | Проектна-2                                       |
| Нова                 | вулиця   |                                                  |
| Олекси Новака        | вулиця   | Приходька                                        |
| Новобармацька        | вулиця   |                                                  |
| Новодвірська         | вулиця   |                                                  |
| Новоміська           | вулиця   | Новоміська, Достоєвського                        |
| Івана Носаля         | вулиця   | Пархоменка                                       |
| Ньютона              | вулиця   |                                                  |

## О
| Сучасна назва       | Тип    | Колишні назви                    |
| ------------------- | ------ | -------------------------------- |
| Івана Огієнка       | вулиця | Болотна, Кожедуба, Ленінградська |
| Озерна              | вулиця |                                  |
| Олександрійська     | вулиця | Американська                     |
| Олексинська         | вулиця |                                  |
| Олександра Олеся    | вулиця | Революційна                      |
| Княгині Ольги       | вулиця | Мініна, Кузнєцова                |
| Олега Ольжича       | вулиця | Галана                           |
| Валерія Опанасюка   | вулиця | Тимошенка,Пирогова               |
| Пилипа Орлика       | вулиця | Комінтерна                       |
| Оршанської перемоги | вулиця | Журавлина,Матросова              |
| Князя Острозького   | вулиця | 50 років СРСР                    |

## П
| Сучасна назва      | Тип      | Колишні назви                                           |
| ------------------ | -------- | ------------------------------------------------------- |
| Паркова            | вулиця   |                                                         |
| Парковий           | провулок |                                                         |
| Партизанський      | провулок |                                                         |
| Пасхальна          | вулиця   |                                                         |
| Павла Пащевського  | вулиця   | Вавілова                                                |
| Федора Пекарського | вулиця   | Проектна                                                |
| Перемоги           | майдан   |                                                         |
| Перескок           | вулиця   | Пшонна, Галузо і Кулікова                               |
| Пересопницька      | вулиця   | Велика Минська, Понятовського, Хмельницького, К. Маркса |
| Перший промінь     | вулиця   | Промінь-1, Кричевського, Черняховського                 |
| Симона Петлюри     | вулиця   | 13-ї дивізії, Червоноармійська                          |
| Оксани Петрусенко  | вулиця   |                                                         |
| Підгірна           | вулиця   | Гусяча                                                  |
| Підгірний          | провулок |                                                         |
| Івана Підкови      | вулиця   | Підкова, Піонерська                                     |
| Івана Підкови      | провулок | Підкова,Піонерський                                     |
| Пластова           | вулиця   | Східна, Остафова                                        |
| Плужника           | вулиця   | Гірна, Смоленська                                       |
| Повстанська        | вулиця   | Купріна                                                 |
| Погоринська        | вулиця   | Тупікова                                                |
| Покровська         | вулиця   | Костюшка, Коцюбинського, Островського                   |
| Поліська           | вулиця   |                                                         |
| Валер'яна Поліщука | вулиця   |                                                         |
| Петра Полтави      | вулиця   | Стецького, Тютюнника, Урицького                         |
| Полтавська         | вулиця   | Голубина                                                |
| Гетьмана Полуботка | вулиця   | Кляшторна (Монастирська), Радянська                     |
| Полунична          | вулиця   | Гайова-1                                                |
| Польна             | вулиця   |                                                         |
| Поперечна          | вулиця   |                                                         |
| Поповича           | вулиця   | Дворецька                                               |
| Поштова            | вулиця   | Сальського                                              |
| Привітна           | вулиця   | Сіра                                                    |
| Привокзальна       | площа    | Героїв Сталінграду                                      |
| Придорожня         | вулиця   |                                                         |
| Прилужна           | вулиця   | пров. Дачний-2                                          |
| Приозерна          | вулиця   |                                                         |
| Присадибна         | вулиця   |                                                         |
| Променева          | вулиця   | Здунська, Орловська                                     |
| Промислова         | вулиця   |                                                         |
| Просвіти           | майдан   | пл. Радянська                                           |
| Прохідна           | вулиця   |                                                         |
| Івана Пулюя        | вулиця   | Верещагіна                                              |
| Пушкіна            | провулок |                                                         |
| Олени Пчілки       | вулиця   | Фадєєва                                                 |

## Р
| Сучасна назва      | Тип      | Колишні назви                                           |
| ------------------ | -------- | ------------------------------------------------------- |
| Радивилівська      | вулиця   | Мініна-Пожарського                                      |
| Райдужна           | вулиця   | Залевського, Партизанська                               |
| Реміснича          | вулиця   |                                                         |
| Сергія Рижука      | вулиця   | Ружицького, Олеся, Севастопольська, Абрамова і Голікова |
| Кіндрата Рилєєва   | вулиця   |                                                         |
| Максима Рильського | вулиця   |                                                         |
| Рівненська         | вулиця   |                                                         |
| Різдвяна           | вулиця   |                                                         |
| Робітничий         | провулок |                                                         |
| Князя Романа       | проспект | Дозорцевої                                              |
| Росяна             | вулиця   | Кочури                                                  |
| Руська             | вулиця   | Дубровіна                                               |
| Родини Рощинських  | вулиця   | Фурманова, Врубеля                                      |

## C
| Сучасна назва           | Тип      | Колишні назви                                                          |
| ----------------------- | -------- | ---------------------------------------------------------------------- |
| Клима Савура            | вулиця   | Ідзиковського, Вітовського, Чкалова                                    |
| Гетьмана Сагайдачного   | вулиця   | Правди                                                                 |
| Садова                  | вулиця   | Олександра Федіна                                                      |
| Миколи Садовського      | вулиця   |                                                                        |
| Саксаганського          | вулиця   |                                                                        |
| Володимира Сальського   | вулиця   | Проектна                                                               |
| Миколи Самокиша         | вулиця   | Камська                                                                |
| Самолюка                | вулиця   |                                                                        |
| Уласа Самчука           | вулиця   | Бармацька, Терешкової                                                  |
| Ігоря Свєшнікова        | вулиця   |                                                                        |
| Світанкова              | вулиця   | Алтайська                                                              |
| Світлична               | вулиця   | пров. Приозерний-3                                                     |
| Свободи                 | вулиця   | Коженьовського                                                         |
| Севастопольська         | вулиця   |                                                                        |
| Сердечна                | вулиця   | Менделєєва                                                             |
| Серпанкова              | вулиця   | Хліборобів-1                                                           |
| Володимира Симиренка    | вулиця   | Мічуріна                                                               |
| Івана Сірка             | вулиця   | Сими, Заломова                                                         |
| Володимира Стельмаха    | вулиця   | Курчатова                                                              |
| Січових Стрільців       | вулиця   | Радгоспна                                                              |
| Січових Стрільців       | провулок | Радгоспний (Трактористів)                                              |
| Семена Скляренка        | вулиця   | П'ятирічки                                                             |
| Григорія Сковороди      | вулиця   | Кавалерійська, Бахарєва                                                |
| Павла Скоропадського    | вулиця   |                                                                        |
| Скрипника               | вулиця   | Проектна                                                               |
| Слави                   | вулиця   |                                                                        |
| Василя Сліпака          | вулиця   | Глінки                                                                 |
| Слов'янська             | вулиця   |                                                                        |
| Юліуша Словацького      | вулиця   |                                                                        |
| Смерекова               | вулиця   |                                                                        |
| Саймона Сміта           | вулиця   | Толстого                                                               |
| Мелетія Смотрицького    | вулиця   |                                                                        |
| Соборна                 | вулиця   | Шосейна, 3 травня, Сталіна, Адольфа Гітлера (Гітлерштрассе), Ленінська |
| Сонячна                 | вулиця   |                                                                        |
| Скульптора Сосновського | вулиця   | Мокра, Чайковського                                                    |
| Софіївська              | вулиця   |                                                                        |
| Івана Сошенка           | вулиця   | Ставропольська                                                         |
| Спартака                | вулиця   |                                                                        |
| Спаська                 | вулиця   |                                                                        |
| Спокійна                | вулиця   | Хліборобів-2                                                           |
| Спідвейна               | вулиця   | Проектна-24                                                            |
| Михайла Старицького     | вулиця   | Фабрична, Бегми                                                        |
| Бориса Степанишина      | вулиця   |                                                                        |
| Степанова               | вулиця   |                                                                        |
| Олекси Стефановича      | вулиця   | Гуго Коллонтая, Тобілевича, Коллонтай                                  |
| Слави Стецько           | вулиця   | Проектна-8,10,11,12,13,14,15                                           |
| Стрітенська             | вулиця   |                                                                        |
| Студентська             | вулиця   | Мануїльського                                                          |
| Леоніда Ступницького    | вулиця   |                                                                        |
| Василя Стуса            | вулиця   | Ліса Кулі, М. Щорса                                                    |
| Федора Сумневича        | вулиця   | Ломоносова                                                             |
| Сумська                 | вулиця   |                                                                        |
| Василя Суразького       | вулиця   | Разіна                                                                 |
| Івана Сухарєва          | вулиця   |                                                                        |

## Т
| Сучасна назва               | Тип      | Колишні назви           |
| --------------------------- | -------- | ----------------------- |
| Олега Тарасюка              | вулиця   | пр. Литовський,Кутузова |
| Театральна                  | вулиця   |                         |
| Театральна                  | площа    |                         |
| Олени Теліги                | вулиця   | Військова, Тітова       |
| Бориса Тена                 | вулиця   | Жданова                 |
| Тернопільська               | вулиця   |                         |
| Технічна                    | вулиця   |                         |
| Технічний                   | провулок |                         |
| Тиннівська                  | вулиця   |                         |
| Тиннівський                 | провулок |                         |
| Тиха                        | вулиця   |                         |
| Павла Тичини                | вулиця   | Миколаєвська            |
| Транспортна                 | вулиця   |                         |
| Трипільська                 | вулиця   |                         |
| Полковника Василя Тютюнника | вулиця   | 40 років Жовтня         |

## У
| Сучасна назва         | Тип      | Колишні назви |
| --------------------- | -------- | ------------- |
| Ужгородська           | вулиця   |               |
| Лесі Українки         | вулиця   |               |
| Українська            | вулиця   |               |
| Устинська             | вулиця   |               |
| Костянтина Ушинського | вулиця   |               |
| Костянтина Ушинського | провулок |               |

## Ф
| Сучасна назва       | Тип    | Колишні назви       |
| ------------------- | ------ | ------------------- |
| Фабрична            | вулиця |                     |
| Юрія Федьковича     | вулиця |                     |
| Федорова            | вулиця |                     |
| Володимира Філатова | вулиця |                     |
| Івана Франка        | вулиця | Франка, Зацвинтарна |
| Фруктова            | вулиця |                     |
| Фучика              | вулиця |                     |

## Х
| Сучасна назва         | Тип     | Колишні назви                                |
| --------------------- | ------- | -------------------------------------------- |
| Харківська            | вулиця  | Теслярська                                   |
| Ніла Хасевича         | вулиця  | Елізи Ожешко, Сталінградська, Волгоградська  |
| Миколи Хвильового     | вулиця  | Шемплінського, Свердлова                     |
| Херсонська            | вулиця  | Замкнута                                     |
| Хліборобів            | вулиця  |                                              |
| Богдана Хмельницького | бульвар | Артема                                       |
| Хмільна               | вулиця  |                                              |
| Холмська              | вулиця  | Савіна                                       |
| Холодноярська         | вулиця  | Берка Йоселевича, Гонти, Шолохова, Кубанська |
| Гната Хоткевича       | вулиця  | Стеценко, Уральська                          |
| Олександра Храпаченка | вулиця  | Гончарова                                    |
| Хутірська             | вулиця  | Савіна                                       |

## Ц
| Сучасна назва    | Тип    | Колишні назви |
| ---------------- | ------ | ------------- |
| Центральної Ради | вулиця | Карбишева     |

## Ч
|  | Сучасна назва        |  | Тип    | Колишні назви                      |
|  | Червонія Василя      |  |        | Гагаріна                           |
|  | -------------------- |  | ------ | ---------------------------------- |
|  | Червоногірська       |  | вулиця |                                    |
|  | Чернігівська         |  | вулиця |                                    |
|  | Чеська               |  | вулиця |                                    |
|  | В'ячеслава Чорновола |  | вулиця | Пілсудського, 17 вересня, Тополева |
|  | Павла Чубинського    |  | вулиця |                                    |
|  | Чумацька             |  | вулиця |                                    |
|  | Марусі Чурай         |  | вулиця | Сусаніна                           |

## Ш
| Сучасна назва    | Тип      | Колишні назви                                       |
| ---------------- | -------- | --------------------------------------------------- |
| Шведа            | вулиця   | Дубенська                                           |
| Шевський         | провулок |                                                     |
| Шевченка         | вулиця   | Супонівська, Омелянівська, Сільська, Горбачевського |
| Вільяма Шекспіра | вулиця   | Зв'язкова                                           |
| Шепетівська      | вулиця   |                                                     |
| Шкільна          | вулиця   | Грінченка                                           |
| Шкільний         | провулок |                                                     |
| Шопена           | вулиця   | Волосна, Лисенка                                    |
| Шпанівський      | провулок |                                                     |
| Олега Шпудейка   | вулиця   |                                                     |
| Федора Штейнгеля | вулиця   | Р. Люксембург                                       |
| Романа Шухевича  | вулиця   | Красовського                                        |

## Щ
| Сучасна назва | Тип      | Колишні назви |
| ------------- | -------- | ------------- |
| Щаслива       | вулиця   |               |
| Щасливий      | провулок |               |

## Я
| Сучасна назва       | Тип    | Колишні назви                          |
| ------------------- | ------ | -------------------------------------- |
| Яблунева            | вулиця | Мулярська, Толбухіна                   |
| Дмитра Яворницького | вулиця | Домбровського, Кірова                  |
| Ягідна              | вулиця | Гайова-3                               |
| Анатолія Яндали     | вулиця | Кіровоградська                         |
| Ясенева             | вулиця | пров. Корнинський (друге відгалуження) |
| Ясна                | вулиця | Партизанів-розвідників                 |